# Iselma quadrimaculata quadrimaculata
Iselma quadrimaculata quadrimaculata es una subespecie de coleóptero de la familia Meloidae.

## Distribución geográfica
Habita en el este de África.